# 赫爾大學
赫爾大學（英語：University of Hull）是一所英國東約克郡赫爾河畔京斯頓的大學，成立於1927年。主校區位於城市西北部，而另一個較小的校園則位於士嘉堡附近。主校區同時也是赫爾約克醫學院的教學點。雖然有時被描述為“紅磚大學”，但實際上由於後來擴建的緣故，已經新增了許多不是紅磚建築的現代化建築。

## 历史

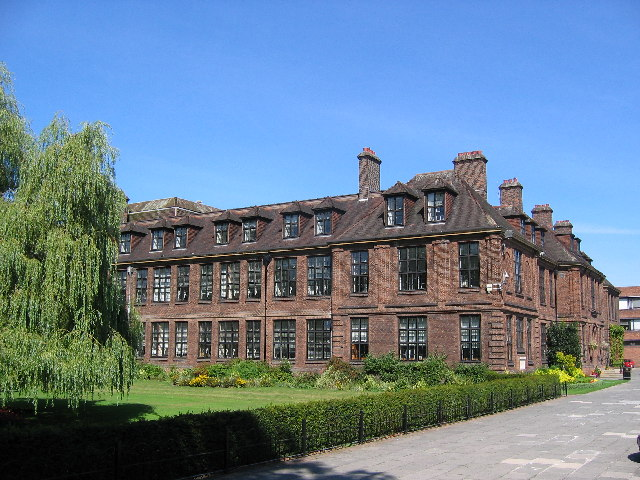
Venn Building

1927年，约克公爵阿尔伯特王子（后来的乔治五世）为赫尔大学院奠基，当时该学院为伦敦大学系统的加盟学院。该校园由赫尔市议会、当地慈善家Thomas Ferens、GF Grant共同捐赠。
次年，学校开学，首届学生39人，共14院系，均为科学和艺术学科。仅有一座教学楼（今日的Venn楼，纪念赫尔出身的数学家John Venn）。之后陆续添加了作为图书馆的Cohen楼、教职员楼等。1948年，学联楼Canham Turner楼建成。1953年，学生数激增，校园出现了若干临时建筑被称为小屋（hut）。当时人们描述学院如同一座学术兵营。
赫尔大学并不算严格意义的红砖大学，因为其发展壮大并非在维多利亚或爱德华时代的公民大学运动之中。多数人称之为白砖大学。
1954年，学院被授予皇家宪章，可以自行颁发学位。就此而言，赫尔大学是约克郡第3、英格兰第14个独立的大学。独立后次年，学生数翻番，到达1000人。
1950、60年代，大学在时任校长Brynmor Jones爵士领导下迅速扩建。
1972年，化学系的George Gray和Ken Harrison首次发明室温液晶。大学因此获得女王奖，为诸大学之首例。
2000年，大学购入了思嘉堡（Scarborough）大学学院在Filey Rd的校区，成为思嘉堡校区。
2003年，赫尔大学购入主校区临近的林肯大学校园。

## 学术
该大学共有九个学院。全球排名在400到600之间。